# Vườn quốc gia Yasuni

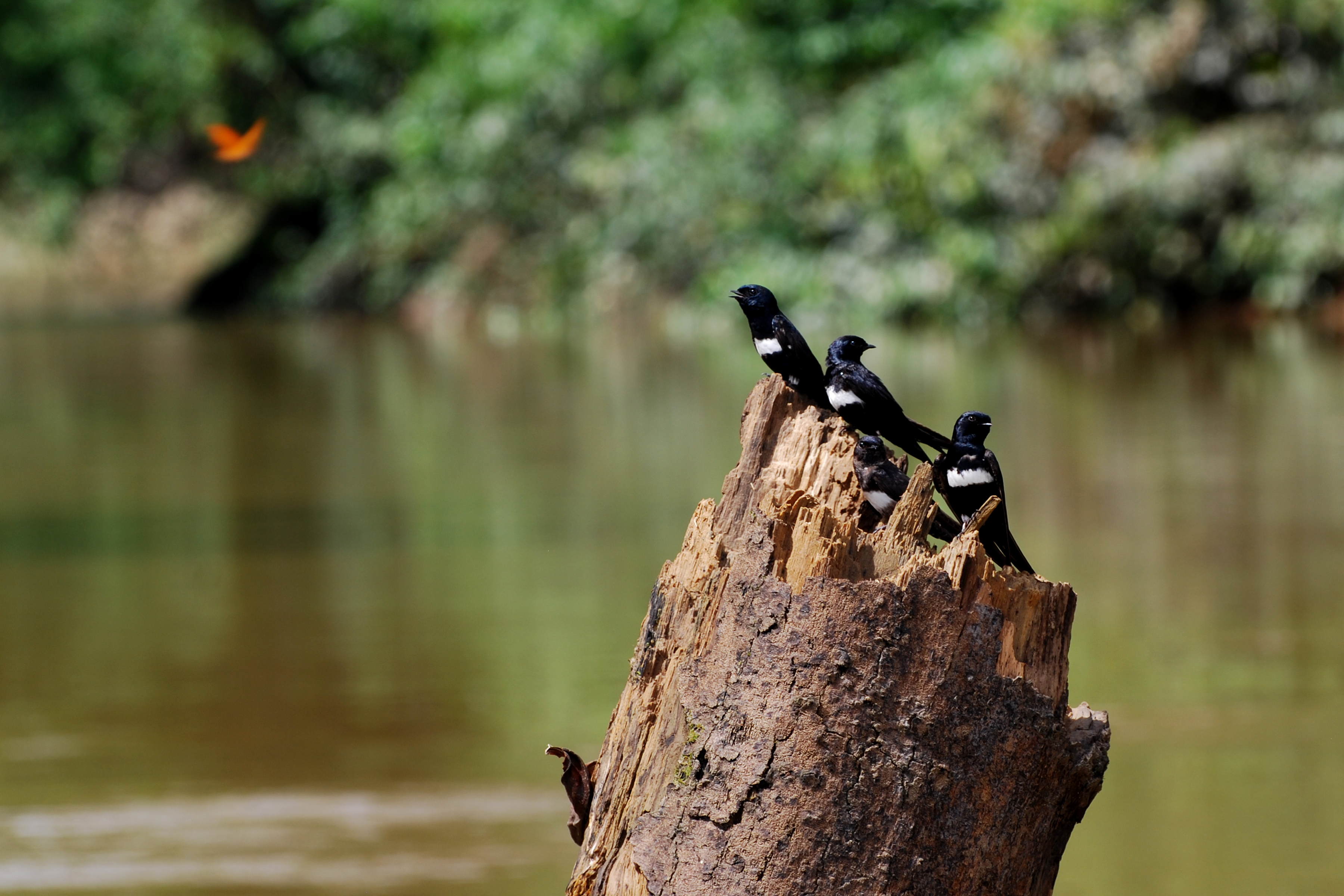
Những con nhạn sọc trắng đậu trên gốc cây bên bờ sông Tiputini, vườn quốc gia Yasuni

Vườn quốc gia Yasuni (tiếng Tây Ban Nha: Parque Nacional Yasuní) là một vườn quốc gia ở Ecuador với diện tích 9.820 km2 giữa hai con sông Napo và Curaray của tỉnh Napo và Pastaza tại Amazon. Vườn quốc gia này nằm trong vùng sinh thái rừng ẩm Napo và chủ yếu gồm rừng mưa. Vườn quốc gia có cự ly khoảng 250 km từ Quito và được UNESCO công nhận là một khu dự trữ sinh quyển UNESCO vào năm 1989. Nó nằm trong lãnh thổ của tổ tiên tuyên bố của người dân bản địa Huaorani. Yasuni là nơi có hai bộ tộc bản xứ Tagaeri và Taromenane. Vườn quốc gia Yasuni ở Ecuador là một trong những nơi cuối cùng trên Trái đất còn toàn vẹn vẻ nguyên sơ chưa bị con người tác động, được mệnh danh là "thiên đường" - khu rừng đa dạng sinh học nhất hành tinh. 

## Đa dạng sinh học

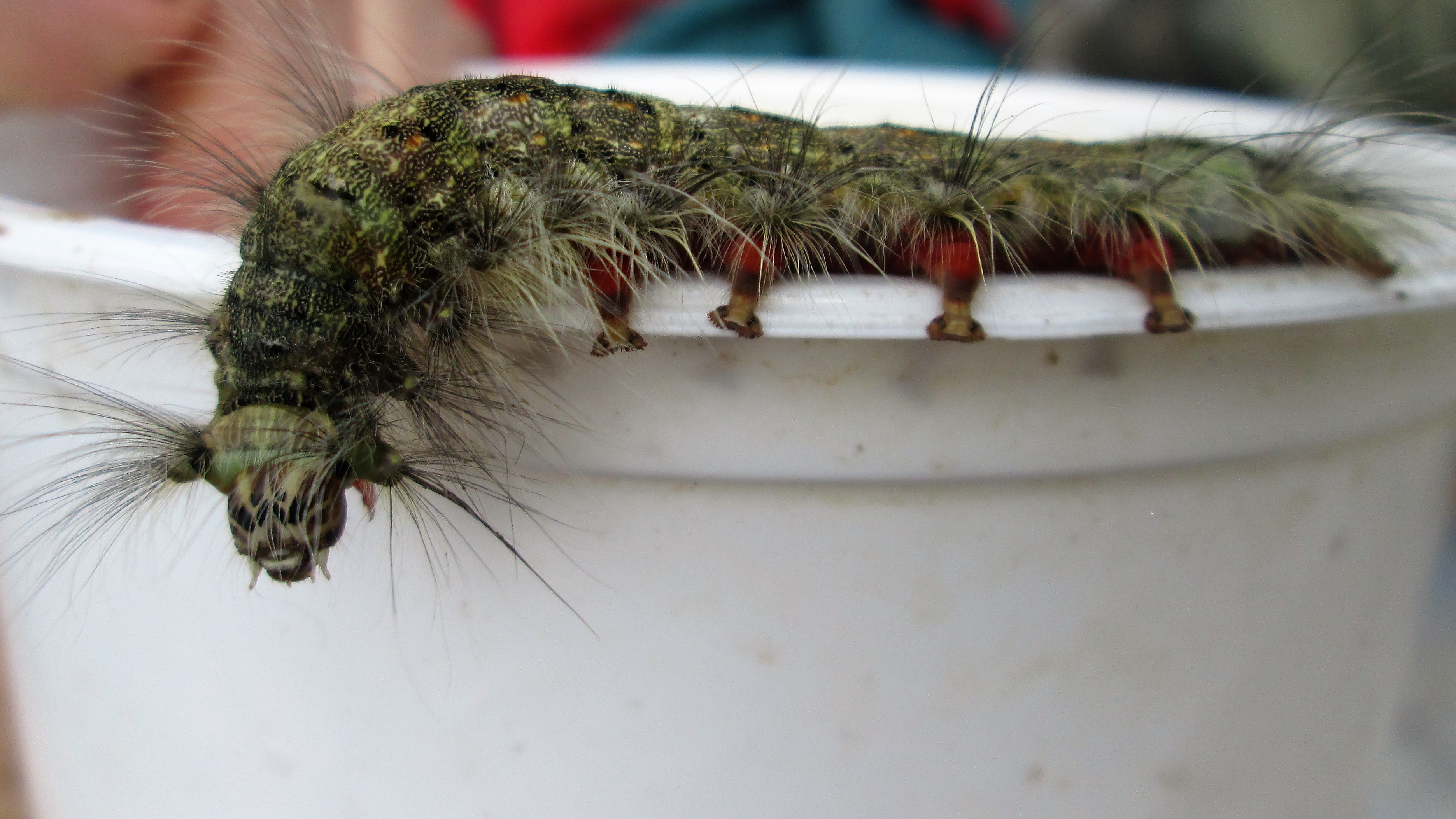
Một con sâu bướm lớn tại Vườn quốc gia Yasuni.

Vườn quốc gia Yasuni được cho là vị trí đa dạng sinh học cao nhất trên Trái Đất. Vườn quốc gia này là trung tâm của một khu vực nhỏ, nơi các loài động vật lưỡng cư, chim, động vật có vú, và sự đa dạng thực vật có mạch tất đều đạt đến mức tối đa trong phạm vi Tây bán cầu. Hơn nữa, vườn quốc gia này phá vỡ kỷ lục thế giới về sự phong phú các loài cây, lưỡng cư và dơi ở quy mô địa phương (dưới 100 km2), và là một trong những điểm phong phú nhất thế giới cho các loài chim và động vật có vú ở quy mô tại địa phương. Vườn quốc gia này giữ một kỷ lục thế giới 150 loài lưỡng cư cho những nơi có cảnh quan tương đương. Nó cũng nằm trong nhóm đầu về sự đa dạng lưỡng cư so với các địa điểm lấy mẫu khác ở phía tây Amazon. Số loài lưỡng cư của nó là nhiều hơn Hoa Kỳ và Canada kết hợp lại. Loài bò sát trong vườn quốc gia này cũng có số lượng rất cao với 121 loài còn tồn tại được tìm thấy. Mặc dù có diện tích nhỏ hơn 0,15% của lưu vực sông Amazon, Yasuni là nơi có khoảng một phần ba động vật lưỡng cư và loài bò sát. Vườn quốc gia này cũng là nơi sinh sống với mức độ cao của sự đa dạng cá với 382 loài được biết đến. Con số này lớn hơn số lượng các loài cá được tìm thấy trong toàn bộ lưu vực sông Mississippi. Yasuni cũng là nơi có ít nhất 596 loài chim trong đó bao gồm một phần ba trong tổng số các loài chim bản địa Amazon. Vườn quốc gia này cũng rất phong phú với nhiều loài dơi. Trên một quy mô khu vực, lưu vực sông Amazon có khoảng 117 loài dơi nhưng trên quy mô địa phương, Yasuni được đánh giá có sự phong phú tương đương. Chỉ trong mỗi ha, Yasuni có hơn 100.000 loài côn trùng khác nhau xấp xỉ số lượng của các loài côn trùng có thể được tìm thấy trong tất cả Bắc Mỹ. Vườn quốc gia này cũng là một trong những nơi có mức độ phong phú nhất thế giới của thực vật có mạch. Nó là một trong chín nơi trên thế giới có hơn 4.000 loài thực vật có mạch trên 10.000 km2. Vườn quốc gia này có nhiều loài cây và bụi cây và có ít nhất bốn kỷ lục thế giới cho cây dây leo và cây tài liệu phong phú cũng như ba kỷ lục thế giới về sự đa dạng trong các loài thực vật thân gỗ. Vườn quốc gia này cũng có một danh sách các loài đặc hữu như 43 loài động vật có xương sống khác nhau và 220-720 loài thực vật khác nhau. Lophostoma Yasuni là một loài dơi đặc hữu của vườn quốc gia Yasuni.

## Dầu mỏ
Sau khi thăm dò, công ty dầu khí quốc gia Ecuador Petroecuador đã phát hiện ra Yasuni chứa tới 20% nguồn dầu lửa của Ecuador. Tổng thống Ecuador Rafael Correa muốn thế giới trả cho nước này khoảng 5,2 tỉ USD để đổi lấy việc Ecuador sẽ không khoan dầu tại vườn quốc gia Yasuni. Cho đến nay, Chính phủ Ecuador đã ra giá 350 triệu USD mỗi năm để họ không khai thác dầu tại Yasuni, khu vực có trữ lượng dầu thô ước tính 920.000 thùng. 